# Mayu Mukaida
Mayu Mukaida-Shidochi (jap. 向田真優 Mukaida Mayu; ur. 22 czerwca 1997) – japońska zapaśniczka w stylu wolnym. Złota medalistka olimpijska z Tokio 2020 w kategorii 53 kg.
Mistrzyni świata z 2016, 2018 i 2022, a druga w 2017 i 2019. Mistrzyni Azji w 2017; druga w 2019 i 2020. Pierwsza w Pucharze Świata w 2017 i 2018. Triumfatorka igrzysk młodzieży w 2014. Mistrzyni świata juniorów z 2016 i Azji w 2015 roku.